# Prince Edward Island Scotties Tournament of Hearts
Prince Edward Island Scotties Tournament of Hearts – prowincjonalne mistrzostwa kobiet Wyspy Księcia Edwarda w curlingu, zwycięzca występuje jako reprezentacja prowincji na Tournament of Hearts. Pierwsza edycja miała miejsce już w 1951, mistrzostwa kraju rozgrywane są od 1961.

## System gry
W 2012 powrócono do rozgrywek systemem kołowym. Spośród 6 zespołów wyłaniane są 3 najlepsze. Liderka bezpośrednio awansuje do finału, pozostałe ekipy rywalizują w półfinale.
Wcześniej, w latach 2010 i 2011 w turnieju finałowym uczestniczyło również 6 drużyn. Zawody rozgrywane były unikalnym sposobem triple knock-out, w którym w każdej rundzie grały wszystkie zespoły. Istniała więc możliwość, że wszystkie rundy wygra jeden zespół, w takim przypadku automatycznie wygrywał mistrzostwa. Gdy ekipa X wygrała dwie, a Y jedną rundę, obydwie drużyny rozrywały mecz finałowy, jednak X musiała zostać pokonana dwukrotnie. Jeśli każdą rundę wygrała inna drużyna, do finału zawodów awansowała ta, która była w finałach rund najwięcej razy, a dwie pozostałe rozgrywały ze sobą półfinał.

## Mistrzynie Wyspy Księcia Edwarda
| Rok  | Czwarta              | Trzecia                | Druga                     | Otwierająca               | Pozycja na ToH |
| ---- | -------------------- | ---------------------- | ------------------------- | ------------------------- | -------------- |
| 1951 | Anna Hayes           | Marion Smallman        | Verda Holman              | Shirley Simpson           | x              |
| 1952 | Betty Linkletter     | Irene Silliphant       | Sally Basler              | Frances Henthorn          | x              |
| 1953 | Betty Linkletter     | Irene Silliphant       | Sally Basler              | Frances Henthorn          | x              |
| 1954 | Betty Linkletter     | Irene Silliphant       | Sally Basler              | Frances Henthorn          | x              |
| 1955 | Kay Johnson          | Pauline Burden         | Rosemary Hill             | Nora MacDonald            | x              |
| 1956 | Sybil MacMillan      | Marion Dockendorff     | Iris MacLellan            | Mary Tait                 | x              |
| 1957 | Mary Nicholson       | Hal Inman              | Edith Clay                | Anna Pettitt              | x              |
| 1958 | Sybil MacMillan      | Marion Dockendorff     | Jennie Boomhower          | Iris MacLennan            | x              |
| 1959 | Mary MacLennan       | Louise Bell            | Marion MacDonald          | Bea Humphrey              | x              |
| 1960 | Pauline Burden       | Gladys Carruthers      | Frances Whitlock          | Shirley Carr              | x              |
| 1961 | Elizabeth MacDonald  | Sally Rodd             | Evelyn Goss               | Nora McDonald             | 10.            |
| 1962 | Elizabeth MacDonald  | Sally Rodd             | Evelyn Goss               | Nora McDonald             | 9.             |
| 1963 | Fern Seel            | Bernice Cook           | Kay Hoare                 | Elsie Farquhar            | 8.             |
| 1964 | Mary Nicholson       | Edith Clay             | Connie Ings               | Evelyn Cudmore            | 9.             |
| 1965 | Sybil MacMillan      | Marjorie Stewart       | Jennie Boomhower          | Janet Douglas             | 8.             |
| 1966 | Kay Hoare            | Lila Tucker            | Diane Stark               | Muriel Thomas             | 9.             |
| 1967 | Elizabeth MacDonald  | Marie Toole            | Barbara Squarebriggs      | Peggy Dalziel             | 10.            |
| 1968 | Gladys Carruthers    | Anita Cudmore          | Wanda Robinson            | Audrey MacKinnon          | 9.             |
| 1969 | Marie Toole          | Jennie Boomhower       | Mary Acorn                | Pauline Johnston          |                |
| 1970 | Marie Toole          | Jennie Boomhower       | Cathy Dillon              | Pauline Johnston          | 6.             |
| 1971 | Marie Toole          | Jennie Boomhower       | Cathy Dillon              | Pauline Johnston          | 6.             |
| 1972 | Marie Toole          | Jennie Boomhower       | Cathy Dillon              | Pauline Johnston          | 5.             |
| 1973 | Elayne Thomson       | Ruth Cutcliffe         | Louise Thompson           | Frances Roberts           | 6.             |
| 1974 | Marie Toole          | Cathy Dillon           | Jennie Boomhower          | Pauline Johnston          |                |
| 1975 | Diane Blanchard      | Barbara McCurdy        | Jean Court                | Sharon MacEwen            | 8.             |
| 1976 | Diane Blanchard      | Barbara McCurdy        | Deborah Richard           | Sharon MacEwen            | 10.            |
| 1977 | Phyllis Drysdale     | Esther Cox             | Shirley Veinot            | Ethel Hovey               | 11.            |
| 1978 | Gloria Basha         | Marilyn Sutherland     | Wilma McLure              | Marion Basha              | 8.             |
| 1979 | Elayne Thompson      | Ruth Cutcliffe         | Louise Thompson           | Julia Robinson            | 10.            |
| 1980 | Elayne Thompson      | Ruth Cutcliffe         | Louise Thompson           | Julia Robinson            | 11.            |
| 1981 | Beverly Millar       | Elizabeth Miles        | Norma Worth               | Wanda McLean              | 9.             |
| 1982 | Gloria Large         | Wanda Aulenback        | Diane Bradley             | Irene MacDonald           | 10.            |
| 1983 | Kim McLeod           | Cathy Dillon           | Karen McDonald            | Kathie Burke              | 10.            |
| 1984 | Barbara Currie       | Beverley Millar        | Ann Currie                | Marlene Noye              | 8.             |
| 1985 | Kim Dolan            | Cathy Dillon           | Kathie Gallant            | Karen MacDonald           | 7.             |
| 1986 | Barbara Currie       | Beverley Millar        | Ann Currie                | Marlene Noye              | 12.            |
| 1987 | Kim Dolan            | Karen Jones            | Shelley Muzika            | Nancy Reid                | 12.            |
| 1988 | Jennifer Ramsey      | Terry Nicholson        | June Moyaert              | Frances McGowan           | 10.            |
| 1989 | Kathie Gallant       | Susan McInnis          | Beatrice Graham-MacDonald | Kathy O’Rourke            | 9.             |
| 1990 | Kim Dolan            | Karen Jones            | Shelley Muzika            | Janice MacCallum          | 10.            |
| 1991 | Angela Roberts       | Kathy O’Rourke         | Susan McCurdy             | Beatrice Graham-MacDonald | 11.            |
| 1992 | Kim Dolan            | Susan McInnis          | Julie Scales              | Marion MacAulay           | 7.             |
| 1993 | Angela Roberts       | Sara Gatchell          | Janice MacCallum          | Nancy Reid                | 9.             |
| 1994 | Shelly Danks         | Nancy Reid             | Janice MacCallum          | Shelley Muzika            | 5.             |
| 1995 | Rebecca Jean MacPhee | Kim Dolan              | Marion MacAulay           | Lou Ann Henry             | 4.             |
| 1996 | Susan McInnis        | Kathy O’Rourke         | Tricia MacGregor          | Leslie Allan              | 6.             |
| 1997 | Rebecca Jean MacPhee | Kim Dolan              | Marion MacAulay           | Lou Ann Henry             | 7.             |
| 1998 | Tammi Lowther        | Susan McInnis          | Shelley Muzika            | Julie Scales              | 11.            |
| 1999 | Rebecca Jean MacPhee | Kim Dolan              | Kathy O’Rourke            | Lou Ann Henry             | 6.             |
| 2000 | Shelly Bradley       | Janice MacCallum       | Leslie Allan              | Tricia MacGregor          | 10.            |
| 2001 | Shelly Bradley       | Janice MacCallum       | Leslie Allan              | Tricia MacGregor          | 5.             |
| 2002 | Kathie Gallant       | Stefanie Richard       | Marion MacAulay           | Shelley Muzika            | 11.            |
| 2003 | Suzanne Gaudet       | Rebecca Jean MacPhee   | Robin MacPhee             | Susan McInnis             |                |
| 2004 | Suzanne Gaudet       | Susan McInnis          | Janice MacCallum          | Tricia Affleck            | 11.            |
| 2005 | Rebecca Jean MacPhee | Shelly Bradley         | Robyn MacPhee             | Stefanie Richard          | 11.            |
| 2006 | Suzanne Gaudet       | Susan McInnis          | Nancy Cameron             | Tricia Affleck            | 9.             |
| 2007 | Suzanne Gaudet       | Robyn MacPhee          | Carol Webb                | Stefanie Clark            | 4.             |
| 2008 | Suzanne Gaudet       | Robyn MacPhee          | Carol Webb                | Stefanie Clark            | 10.            |
| 2009 | Robyn MacPhee        | Rebecca Jean MacPhee   | Shelley Muzika            | Tammi Lowther             | 5.             |
| 2010 | Erin Carmody         | Geri-Lynn Ramsay       | Kathy O’Rourke (skip)     | Trisha Affleck            |                |
| 2011 | Suzanne Birt         | Shelly Bradley         | Robyn MacPhee             | Leslie MacDougall         | 6.             |
| 2012 | Kim Dolan            | Rebecca Jean MacDonald | Sinead Dolan              | Nancy Cameron             | 12.            |
| 2013 | Suzanne Birt         | Shelly Bradley         | Sarah Fullerton           | Leslie MacDougall         | 7.             |
| 2014 | Kim Dolan            | Rebecca Jean MacDonald | Sinead Dolan              | Michala Robinson          | 9.             |
| 2015 | Suzanne Birt         | Shelly Bradley         | Michelle McQuaid          | Susan McInnis             | 9.             |

## Reprezentacja Wyspy Księcia Edwarda na Tournament of Hearts
Reprezentacje Wyspy czterokrotnie stawały na podium mistrzostw kraju. Dwukrotnie docierały do finałów, które przegrywały, w 1974 Marie Toole uległa Emily Farnham, w 2010 Kathy O’Rourke nie zdołała pokonać obrończyni tytułu mistrzowskiego Jennifer Jones, mecz zakończył się wynikiem 7:8 po dogrywce.